# Cadeaux grecs
Cadeaux grecs (Greeks Bearing Gifts) est le septième épisode de la série britannique de science-fiction Torchwood.

## Synopsis
Une mystérieuse Marie donne à Toshiko un pendentif qui lui permet de lire dans les pensées. Celle-ci se retrouvera peinée par les pensées des autres membres de Torchwood. 

## Liens avecDoctor Who
- On retrouve sur le bureau de Jack Harkness, les lunettes 3D utilisé par le Docteur dans Adieu Rose et déjà vues dans l'épisode Petits mondes. On retrouve aussi dans les affaires de Toshiko, un bâton Sycorax (L'Invasion de Noël) un fusil utilisé contre les Daleks (Adieu Rose) et un tournevis sonique.
- Owen et Gwen parlent d'une personne persuadée que des Cybermen tourne autour de la maison de sa mère.

## Liens avecThe Sarah Jane Adventures
- Marie est de la même espèce que l'extra-terrestre qui vient rendre visite à Sarah Jane dans le premier épisode.

## Continuité
- Bien que la série soit célèbre pour la bisexualité de ses personnages, Tosh est le premier personnage de la série à avoir clairement une relation homosexuelle.
- Jack Harkness fait mention d'un rapport à remettre à UNIT. Dans l'épisode Machine fantôme on pouvait apercevoir dans la boîte à gants d'Owen, une carte de cette agence.
- Dans la salle d'autopsie où travaille Owen on trouve des radios de Liza, la Cyberwoman. D'ailleurs, les pensées de Ianto font référence à sa mort.
- Le Weevil enfermé à la cave est évoqué par Gwen puis par Tosh au cours de l'épisode. Une scène supprimé montrait Jack Harkness enfermant ce Weevil qu'ils ont trouvée en train d'enterrer ses enfants, et qu'ils surnommeront plus tard "Janet".

## Musique
- Spitting Games par Snow Patrol : Mary se présente à Toshiko dans un pub.
- Sing par Travis: Tosh et Mary parlent de culture extraterrestre.
- Drag par Placebo : Mary parle à Tosh du pendentif et lui demande de le garder.
- Suddenly I See par KT Tunstall : Mary embrasse Tosh dans un café après qu'elle lui a raconté son exploit.